# Milešov
Milešov (en allemand : Mileschau) est une commune du district de Příbram, dans la région de Bohême-Centrale, en République tchèque. Sa population s'élevait à 322 habitants en 2020.

## Géographie
Milešov se trouve à 4,5 km à l'ouest-sud-ouest de Krásná Hora nad Vltavou, à 19 km au sud-est de Příbram et à 57 km au sud-sud-ouest de Prague.
La commune est limitée par Solenice et Zduchovice au nord, par Krásná Hora nad Vltavou à l'est, par Klučenice au sud, et par Bohostice à l'ouest.

## Histoire
La première mention écrite de la localité date de 1323.

## Administration
La commune se compose de trois quartiers :
- Klenovice
- Milešov
- Přední Chlum

## Transports
Par la route, Milešov se trouve à 5,5 km de Krásná Hora nad Vltavou, à 25 km de Příbram et à 77 km de Prague.